# 台湾束腰蟹
台湾束腰蟹（学名：Somanniathelphusa taiwanensis）为束腹蟹科束腰蟹属的动物。分布于台湾等地，主要栖息于淡水。